# 奥脇雅晴
奥脇 雅晴（おくわき まさはる、1958年3月19日 - ）は、日本の男性アニメ監督・演出家。山梨県出身。千代田学園卒業。

## 来歴
ナックを経て、オープロダクションに入社。その後は東映動画に転籍したが、フリーに転じる。
代表作に『ルパン三世 燃えよ斬鉄剣』、『天使な小生意気』、『高橋留美子劇場 人魚の森』、『きらりん☆レボリューション』などがある。『きらりん☆レボリューション』の監督では2年目以降「オクワキマサハル」名義だが、絵コンテ等では従来の表記である。その他、2000年頃からは「大宙 征基（おおぞら まさき）」名義での活動も見られる。

## 参加作品

### テレビアニメ
1979年
- 銀河鉄道999（動画）

1980年
- 円卓の騎士物語 燃えろアーサー（動画）

1981年
- おはよう!スパンク（1981年 - 1982年、演出、演出助手）

1982年
- スペースコブラ（1982年 - 1983年、ディレクター）
- とんでモン・ペ（1982年 - 1983年、ディレクター）

1983年
- キャッツ・アイ1、2（1983年・1984年、ディレクター・絵コンテ）
- レディジョージィ（1983年 - 1984年、演出）

1984年
- ルパン三世 PARTIII（1984年 - 1985年、絵コンテ・演出）

1985年
- おねがい!サミアどん（1985年 - 1986年、絵コンテ・演出）

1986年
- ロボタン（チーフディレクター・演出）
- Bugってハニー（1986年 - 1987年、絵コンテ・演出） ※参加は1987年から

1987年
- ミスター味っ子（1987年 - 1989年、絵コンテ） ※参加は1989年

1988年
- それいけ!アンパンマン（1988年 - 、脚本・絵コンテ・演出） ※2009年から大宙征基名義

1989年
- GO!レスラー軍団（監督・絵コンテ）
- レスラー軍団〈銀河編〉 聖戦士ロビンJr.（監督・絵コンテ）
- YAWARA!（1989年 - 1992年、絵コンテ）

1991年
- おちゃめなふたご クレア学院物語（監督）

1993年
- ルパン三世 ルパン暗殺指令（絵コンテ・演出）

1994年
- ルパン三世 燃えよ斬鉄剣（監督・絵コンテ）

1996年
- B'T-X（絵コンテ）

1999年
- シティーハンター 緊急生中継!? 凶悪犯冴羽獠の最期（総監督・絵コンテ）
- モンスターファーム〜円盤石の秘密〜/〜伝説への道〜（1999年 - 2000年、絵コンテ）
- 星方天使エンジェルリンクス（絵コンテ） ※大宙征基名義

2000年
- ニャニがニャンだー ニャンダーかめん（2000年 - 2001年、絵コンテ） ※大宙征基名義
- とっとこハム太郎（2000年 - 2004年、絵コンテ） ※初期は大宙征基名義
- 忍たま乱太郎（2000年・2003年・2013年、絵コンテ） ※一部は大宙征基名義

2001年
- サラリーマン金太郎（絵コンテ）

2002年
- 天使な小生意気（監督・絵コンテ）

2003年
- 冒険遊記プラスターワールド（2003年 - 2004年、絵コンテ）
- 高橋留美子劇場第4話「鉢の中」、第11話「日帰りの夢」（2003年、絵コンテ）
- 高橋留美子劇場 人魚の森（監督・絵コンテ）
- 京極夏彦 巷説百物語（絵コンテ・演出）

2004年
- 鉄人28号（絵コンテ）
- 愛してるぜベイベ★★（監督・絵コンテ）
- かいけつゾロリ（絵コンテ）
- ネポス・ナポス（2004年 - 2006年、絵コンテ）

2005年
- MÄR-メルヘヴン-（監督（初代）・絵コンテ）
- IZUMO -猛き剣の閃記-（絵コンテ）
- ガンパレード・オーケストラ（2005年 - 2006年、絵コンテ）

2006年
- きらりん☆レボリューション（2006年 - 2008年、監督（初代）・絵コンテ）

2008年
- テレパシー少女 蘭（監督・絵コンテ） ※大宙征基名義

2009年
- 名探偵コナン（2009年 - 、構成・絵コンテ） ※大宙征基名義
- クプ〜!!まめゴマ!（絵コンテ） ※大宙征基名義
- クロスゲーム（絵コンテ・OP&ED絵コンテ） ※大宙征基名義

2011年
- 神様ドォルズ（絵コンテ） ※大宙征基名義
- クロスファイト ビーダマン（2011年 - 2012年、絵コンテ） ※大宙征基名義

2012年
- ルパン三世 東方見聞録 〜アナザーページ〜（絵コンテ） ※大宙征基名義
- クロスファイト ビーダマンeS（2012年 - 2013年、絵コンテ） ※大宙征基名義
- 黒魔女さんが通る!!（2012年 - 2014年、絵コンテ） ※大宙征基名義

2014年
- ディーふらぐ!（絵コンテ） ※大宙征基名義
- 弱虫ペダル（絵コンテ） ※大宙征基名義
- ヒーローバンク（絵コンテ） ※大宙征基名義
- インド版 忍者ハットリくん（2014年 - 2015年、絵コンテ） ※大宙征基名義
- 弱虫ペダル GRANDE ROAD（2014年 - 2015年、絵コンテ） ※大宙征基名義

2015年
- 境界のRINNE（絵コンテ） ※大宙征基名義
- おまかせ!みらくるキャット団（2015年 - 2016年、絵コンテ） ※大宙征基名義

2016年
- 12歳。〜ちっちゃなムネのトキメキ〜（監督・絵コンテ） ※大宙征基名義

2017年
- 霊剣山 叡智への資格（絵コンテ） ※大宙征基名義
- 覆面系ノイズ（絵コンテ） ※大宙征基名義
- プリプリちぃちゃん!!（絵コンテ） ※大宙征基名義
- ナナマル サンバツ（監督・絵コンテ） ※大宙征基名義

2018年
- 学園ベビーシッターズ（絵コンテ） ※大宙征基名義
- かみさまみならい ヒミツのここたま（絵コンテ） ※大宙征基名義
- ゾイドワイルド（絵コンテ） ※大宙征基名義
- 千銃士（絵コンテ） ※大宙征基名義
- 悪偶 -天才人形-（絵コンテ） ※大宙征基名義
- 妖怪ウォッチ シャドウサイド（絵コンテ） ※大宙征基名義

2019年
- イナズマイレブン オリオンの刻印（絵コンテ） ※大宙征基名義
- グリムノーツ The Animation（絵コンテ） ※大宙征基名義
- キラッとプリ☆チャン（絵コンテ） ※大宙征基名義
- デュエル・マスターズ!!（絵コンテ） ※大宙征基名義
- 妖怪ウォッチ!（絵コンテ） ※大宙征基名義

2020年
- 七つの大罪 神々の逆鱗（絵コンテ） ※大宙征基名義
- デュエル・マスターズ キング（絵コンテ） ※大宙征基名義
- 彼女、お借りします（絵コンテ） ※大宙征基名義
- カードファイト!! ヴァンガード外伝 イフ-if-（絵コンテ）

2021年
- SHAMAN KING（絵コンテ） ※大宙征基名義
- 不滅のあなたへ（絵コンテ） ※大宙征基名義

2022年
- 新米錬金術師の店舗経営（絵コンテ） ※大宙征基名義
- ぷにるんず（絵コンテ） ※大宙征基名義

2023年
- 異世界はスマートフォンとともに。2（絵コンテ） ※大宙征基名義
- め組の大吾 救国のオレンジ（絵コンテ） ※大宙征基名義

2024年
- ひみつのアイプリ（絵コンテ） ※大宙征基名義
- Unnamed Memory（絵コンテ） ※大宙征基名義
- 魔王様、リトライ!R（絵コンテ） ※大宙征基名義

2025年
- アラフォー男の異世界通販（絵コンテ） ※大宙征基名義
- 白豚貴族ですが前世の記憶が生えたのでひよこな弟育てます（絵コンテ） ※大宙征基名義

### 劇場アニメ
1980年
- サイボーグ009 超銀河伝説（制作進行）

1982年
- セロ弾きのゴーシュ（演出助手）

1987年
- Bugってハニー メガロム少女舞4622（絵コンテ）

1989年
- ロボタン（監督）
- それいけ!アンパンマン キラキラ星の涙（絵コンテ）

1990年
- それいけ!アンパンマン ばいきんまんの逆襲（絵コンテ）

1992年
- それいけ!アンパンマン アンパンマンとゆかいな仲間たち「あかちゃんまんの大冒険」（監督）

1996年
- PiPi とべないホタル（絵コンテ・演出）

1997年
- 栄光へのシュプール -猪谷千春物語-（監督）

2001年
- それいけ!アンパンマン ゴミラの星（絵コンテ・演出）

2004年
- 名探偵コナン 銀翼の奇術師（絵コンテ協力）

2005年
- 名探偵コナン 水平線上の陰謀（絵コンテ協力）

2006年
- 名探偵コナン 探偵たちの鎮魂歌（絵コンテ協力）

2007年
- 名探偵コナン 紺碧の棺（絵コンテ協力）

2008年
- 名探偵コナン 戦慄の楽譜（絵コンテ協力）

2009年
- 名探偵コナン 漆黒の追跡者（絵コンテ協力）

2010年
- 名探偵コナン 天空の難破船（絵コンテ協力） ※大宙征基名義

2011年
- 名探偵コナン 沈黙の15分（絵コンテ協力） ※大宙征基名義

### OVA
1985年
- ダーティペア・ノーランディアの謎（監督・演出）

1986年
- 活劇少女探偵団（監督・絵コンテ）

1991年
- 硬派銀次郎（絵コンテ）
- ハンサムな彼女（絵コンテ）

1995年
- KEY THE METAL IDOL（絵コンテ）

1999年
- ハーロック・サーガ ニーベルングの指環（絵コンテ）

2000年
- 銀河英雄伝説外伝第2期（絵コンテ） ※大宙征基名義

2005年
- 名探偵コナン 標的は小五郎!! 少年探偵団マル秘調査（絵コンテ）

2011年
- 聖闘士星矢 THE LOST CANVAS 冥王神話（絵コンテ） ※大宙征基名義

2014年
- 12歳。（2014年 - 2016年、監督・絵コンテ） ※大宙征基名義